# サルチェード (Salcedo)
サルチェード（伊: Salcedo）は、イタリア共和国ヴェネト州ヴィチェンツァ県にある、人口約1,000人の基礎自治体（コムーネ）である。

## 名称
同一県内に類似した名称のサルチェード (Sarcedo)がある。Sarcedo はティエーネ郊外の町で、この村からは南に約10km離れている。

## 地理

### 位置・広がり
県都ヴィチェンツァから北に約25km、アルプスの前衛となる低山地帯の山中にある。標高は約400m。

#### 隣接コムーネ
隣接するコムーネは以下の通り。
- コルチェレーザ
- ファーラ・ヴィチェンティーノ
- ルーゴ・ディ・ヴィチェンツァ
- ルジアーナ・コンコ
- マロースティカ

### 気候分類・地震分類
気候分類では、zona E, 2579 GGに分類される。
また、イタリアの地震リスク階級 (it) では、zona 2 (sismicità media) に分類される。

## 歴史
この自治体（コムーネ）の名はもともと Mure であったが、1889年に区画再編によって Mure 地区がモルヴェーナに編入されたため、現在の名前に改められた。